# Teresa di Vicenzo
Condessa Teresa 'Tracy' di Vicenzo Bond (nascida Teresa Draco) é uma personagem criada por Ian Fleming para o livro e filme 007 A Serviço Secreto de Sua Majestade (On Her Majesty Secret Service) e a única bond-girl a casar oficialmente com James Bond em suas histórias. Levada ao cinema no filme de 1969, o único da série em que Bond é vivido por George Lazenby, ela foi interpretada pela atriz britânica Diana Rigg.

## Características
Nascida Teresa Draco em 1943, ela é a única filha de Marc-Ange Draco, chefe da "União Corsa", um poderoso sindicato internacional do crime nos moldes da máfia - não tão grande quanto a SPECTRE de Ernst Stavro Blofeld, mas com um número bem maior de 'atividades legais', como a Draco Constructions. Teresa prefere ser chamada de 'Tracy' que combina mais com ela. Quando se apresenta a Bond, diz que "Teresa é uma santa, eu sou conhecida como Tracy".
Tracy estudou na Suíça e sem ter um vida familiar estável, passa a viver no jet-set internacional, acumulando um 'escândalo após o outro'. Quando Draco corta sua milionária mesada, ela comete um 'desatino' e casa-se com um conde italiano, que acaba fugindo com seu dinheiro e morre num acidente de automóvel com a amante. Do casamento, ela tem um filho que morre de meningite, e Tracy, desesperada, tenta se suicidar entrando no mar, quando finalmente é encontrada e salva por James Bond.
Com um caráter complexo, ela alterna sua personalidade entre suicida, carente de atenção, aventureira e ousada. Um desafio para 007 em várias maneiras, sua rejeição inicial a ele acaba se transformando em amor. Seu relacionamento cresce a ponto de Bond pedi-la em casamento, mas o filme termina em tragédia com seu assassinato no início da lua-de-mel e Bond perdendo a única mulher que ele realmente amou.

## No filme
Bond e Teresa se encontram pela primeira vez quando Bond a salva de sua tentativa de suicídio entrando no mar. Ele é atacado por dois capangas e quando se livra dos dois, ela já desapareceu. Mais tarde Bond a encontra jogando no cassino onde ela faz apostas com dinheiro que não tem e Bond a salva mais uma vez. Dali os dois passam a noite juntos.
No dia seguinte Teresa o apresenta a seu pai, o conde Draco, chefe de uma grande organização mafiosa por trás da fachada de grande homem de negócios. Draco acha que Bond faz bem a Tracy e pede que ele mantenha um relacionamento com ela, lhe oferecendo 1 milhão de dólares para que ele se case com a filha, o que ele recusa. Com a evolução do filme, os dois se aproximam cada vez mais e Tracy acaba salvando 007 das armadilhas criadas por Blofeld e sua capanga Irma Bunt em seu quartel-general nos Alpes suíços.
Depois de escaparem de Blofeld, Bond propõe casamento a Tracy e os dois se casam na fazenda de Draco em Portugal, com a presença dos amigos de Bond do MI-6. Pouco depois da cerimônia, os dois saem de carro para a lua-de-mel. Eles param na estrada para Bond retirar algumas das flores que cobrem o carro de recém-casados e oferecer para a mulher, quando um carro pára a seu lado e dentro dele, Blofeld - com um colar protetor de pescoço pelos ferimentos causado por Bond na Suíça - ao volante, e Irma Bunt a seu lado, atiram várias vezes no carro dos dois, matando Teresa di Vicenzo instantaneamente e fugindo em seguida.

## Legado

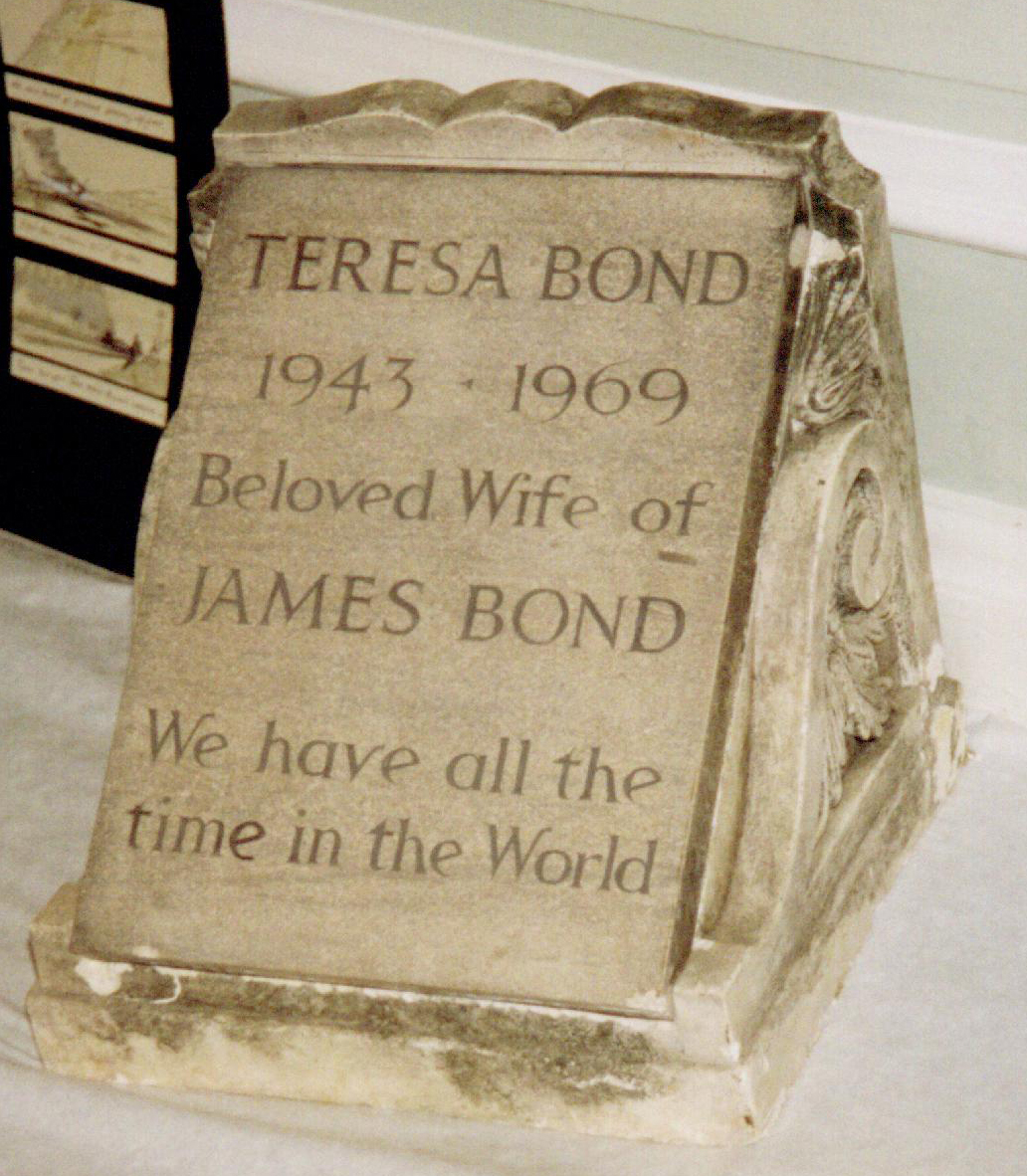
A lápide de Teresa Bond, mostrada em 007 Somente Para Seus Olhos, exposta numa convenção para fãs de James Bond, em 1992.

Tracy di Vicenzo Bond é lembrada em vários outros filmes da franquia, direta ou indiretamente, sempre provocando tristeza em James Bond. Em 007 O Espião que me Amava, de 1977, há uma referência à Tracy em uma conversa entre Anya Amasova e Bond, na boate no Cairo, em que ela vai repassando a ficha do agente e menciona "esposa morta" para Bond, que fica visivelmente ressentido. Em 007 Somente Para Seus Olhos, com Roger Moore como Bond, as primeiras cenas do filme antes dos créditos de abertura mostram 007 extremamente contrito com flores nas mãos prestando homenagens à mulher em seu túmulo, nos jardins de uma igreja na Inglaterra e em sua lápide está escrito "Temos todo o tempo do mundo", referência ao que ele dizia a Tracy logo depois de se casarem e o título da música-tema de 007 A Serviço de Sua Majestade, cantada por Louis Armstrong. Em 007 - Permissão Para Matar, com Timothy Dalton como Bond, Della Leiter, recém-casada com Felix Leiter, o agente da CIA amigo de Bond, diz ao espião que agora é a hora dele casar-se, causando constrangimento e tristeza em Bond que nada responde e se retira silenciosamente. Felix depois informa Della da tragédia na vida do amigo.
Em 007 O Mundo Não é o Bastante, de 1999, com Pierce Brosnan como Bond, a vilã Elektra King pergunta a Bond se ele já perdeu alguém que amasse muito - depois do pai dela ser assassinado na sede do MI-6, em Londres - e ele rapidamente muda de assunto sem responder.
Assim como Honor Blackman (007 contra Goldfinger) e Halle Berry (007 Um Novo Dia Para Morrer), Diana Rigg foi uma das poucas atrizes já com fama internacional antes de fazer uma bond-girl nos filmes da franquia. Ela já era premiada com o Grammy e conhecida em todo mundo como Emma Peel, personagem do famoso seriado de detetives da tv britânica The Avengers (Os Vingadores).